# Куртис (Франция)
Курти́с (фр. Courties) — коммуна во Франции, находится в регионе Юг — Пиренеи. Департамент — Жер. Входит в состав кантона Монтескью. Округ коммуны — Миранд.
Код INSEE коммуны — 32111.

## География
Коммуна расположена приблизительно в 610 км к югу от Парижа, в 105 км западнее Тулузы, в 36 км к западу от Оша.

## Климат
Климат умеренно-океанический. Лето жаркое и немного дождливое, температура часто превышает 35 °С. Зимой часто бывает отрицательная температура и ночные заморозки. Годовое количество осадков — 700—900 мм.

## Население
Население коммуны на 2010 год составляло 45 человек.
| 1962 | 1968 | 1975 | 1982 | 1990 | 1999 | 2010 |
| ---- | ---- | ---- | ---- | ---- | ---- | ---- |
| 83   | 80   | 57   | 49   | 61   | 49   | 45   |

## Администрация
| Период | Период | Фамилия        | Партия       | Примечания |
| ------ | ------ | -------------- | ------------ | ---------- |
| 2001   | 2006   | Клод Муассе    |              |            |
| 2006   | 2014   | Марк Санмартен | беспартийный |            |
| 2014   | 2020   | Брюно Рюссо    |              |            |

## Экономика
В 2010 году среди 29 человек трудоспособного возраста (15-64 лет) 16 были экономически активными, 13 — неактивными (показатель активности — 55,2 %, в 1999 году было 60,0 %). Из 16 активных жителей работали 15 человек (10 мужчин и 5 женщин), безработным был 1 мужчина. Среди 13 неактивных 0 человек были учениками или студентами, 6 — пенсионерами, 7 были неактивными по другим причинам.